# Francesc de Paula Gambús i Millet

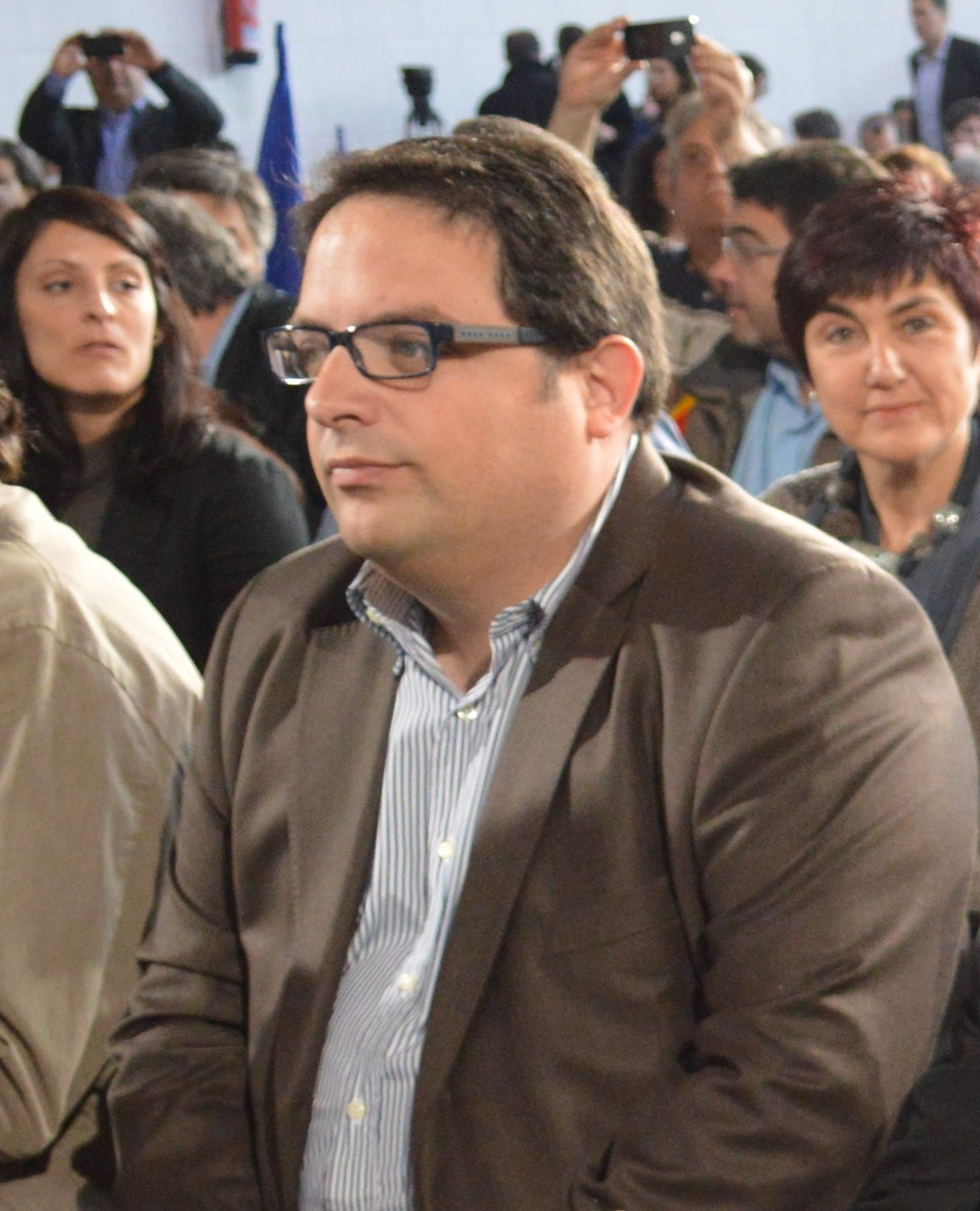
Francesc de Paula Gambús i Millet im Mai 2014

Francesc de Paula Gambús i Millet (* 21. Mai 1974 in Barcelona; † 23. November 2019 in Brüssel) war ein spanischer Politiker der Unió Democràtica de Catalunya.

## Leben
Gambús studierte Politikwissenschaften und war von 1998 bis 2004 Mitarbeiter der Unió-Abgeordneten im Europäischen Parlament, Concepció Ferrer. Anschließend war er bis 2011 als Berater für die Convergència i Unió in der Cortes Generales tätig, u. a. leitete er dann bis 2014 das Institut d'Estudis Humanístics Miquel Coll i Alentorn, eine Stiftung der Unió. In der 8. Wahlperiode von 2014 bis 2019 war Gambús Abgeordneter im Europäischen Parlament. Im April 2016 verließ er nach 22 Jahren die Unió, hielt an seinem Mandat aber bis zum Ende der Wahlperiode fest. Im Europäischen Parlament war er Mitglied im Ausschuss für Umweltfragen, öffentliche Gesundheit und Lebensmittelsicherheit und in der Delegation für die Beziehungen zu den Maschrik-Ländern.
Gambús wurde am Morgen des 23. November 2019 von der belgischen Polizei leblos in seinem Haus in Brüssel aufgefunden. Er war verheiratet und Vater eines Sohnes und zweier Töchter.